# Diorhabda octocostata
Diorhabda octocostata es una especie de insecto coleóptero de la familia Chrysomelidae. Fue descrita por Gahan en 1896.